# Pseudobufo subasper
Pseudobufo subasper – gatunek płaza bezogonowego z rodziny ropuchowatych (Bufonidae), jedyny przedstawiciel rodzaju Pseudobufo.

## Nazwa
Nazwa rodzajowa zwierzęcia oznacza „fałszywą ropuchę” (gr. ψευδος pseudos – fałszywy; rodzaj Bufo Laurenti, 1768). Po angielsku w odniesieniu do Pseudobufo używany bywa termin False toads (dosłownie „fałszywe ropuchy”).

## Występowanie
Gatunek żyje w Indonezji, gdzie spotyka się go na Sumatrze i Kalimantanie (indonezyjska część Borneo), a także w kilku odrębnych miejscach ulokowanych w południowej części Półwyspu Malajskiego należącej do Malezji.
Zasiedla między innymi bagna leśne i torfowiska. Kiepsko radzi sobie w środowiskach wtórnych, zmienionych działalnością ludzką.

## Rozmnażanie
Zachodzi w bagnach.
Występuje rozwój larwalny.

## Status
Trend liczebności populacji oceniany jest jako spadkowy ze względu na zmniejszanie się powierzchni i jakości jego siedlisk. Na Sumatrze jest pospolity na bagnach, zaś w przypadku Kalimantanu w jednych miejscach jest rzadkich, a w innych pospolity.